# Прапор Форе
Прапор Форе був затверджений муніципальною радою як муніципальний прапор брюссельської комуни Форе. В описі написано: 
Дві однаково довгі смуги зеленого і білого кольорів.
Кольори прапора походять від лівої частини герба комуни.

Цей муніципальний прапор ідентичний прапорам Ікселя, Кукельберга та Схарбека.

Прапор Ікселя
Прапор Кукельберга
Прапор Схарбека